# 晋阳饭店
晋阳饭店，位于中华人民共和国山西省太原市迎泽区迎泽街道并州路一社区并州北路1号，是太原市文物保护单位。
晋阳饭店建于1956年。2011年12月31日，太原市人民政府公布其为第三批市级文物保护单位，编号106。